# 독일 순양함 자이들리츠

자이들리츠의 진수식

자이들리츠(Seydlitz)는 독일 해군 아드미럴 히퍼급 중순양함의 4번함으로 완성하지는 못했다.

## 개요
1936년 12월 29일 기공, 1939년 1월 19일 진수. 제2차 세계대전의 시점에선 23%뿐이 완성되지 못했다. 소련이 동형의 미완성함인 뤼초프와 함께 구입을 희망했지만 독일측이 이를 거부했다.
잠수함 건조에 중점이 놓여졌기 때문에 공사는 지체되었다. 1942년 8월 완성도 90%의 시점에서 항모로의 개장이 결정되었다. 하지만 물자부족으로 인해 1943년 1월 공사는 중지되었다. 쾨니히스베르크로 예항되어 그곳에서 1945년 4월 10일 자침시켰다. 1946년 소련에 의해 인양되어 포르타와로 개명되었다. 1950년대에 고철로 처분되었다고 사료된다.

## 비고
네이비필드에서는 항공모함으로 개장된 자이들리츠가 등장한다.

## 참고자료
- 세계의 함선 2002년 9월호 카이진샤